# Pondok (Batang Merangin)
Pondok is een bestuurslaag in het regentschap Kerinci van de provincie Jambi, Indonesië. Pondok telt 878 inwoners (volkstelling 2010).